# Actoés II
Actoés II (em grego clássico: Αχθωης; romaniz.: Achthoes) ou Queti II (em egípcio: ḫtj(j)) foi o quarto faraó da IX ou X dinastia. É atestado no Cânone de Turim, uma lista real do tempo de Ramessés II, após o nome de Neferquerés VII e antes do de Seném.